# 燕巢交流道
燕巢交流道為臺灣國道十號的交流道，位於臺灣高雄市燕巢區鳳雄里與橫山里交界處，指標為13k。南側聯絡道（嘉保路）於2020年5月25日通車，二期替代道路已延伸至市道186甲線。
|  | 13 燕巢 |      | 燕巢 |
|  | 13 燕巢 | 大社 |      |

## 周邊公路
- 台22線
- 高46線
- 高47線
- 市道186號

## 外部連結
- 國道十號燕巢交流道示意圖 （页面存档备份，存于）（交通部高速公路局）